# Vivisectie

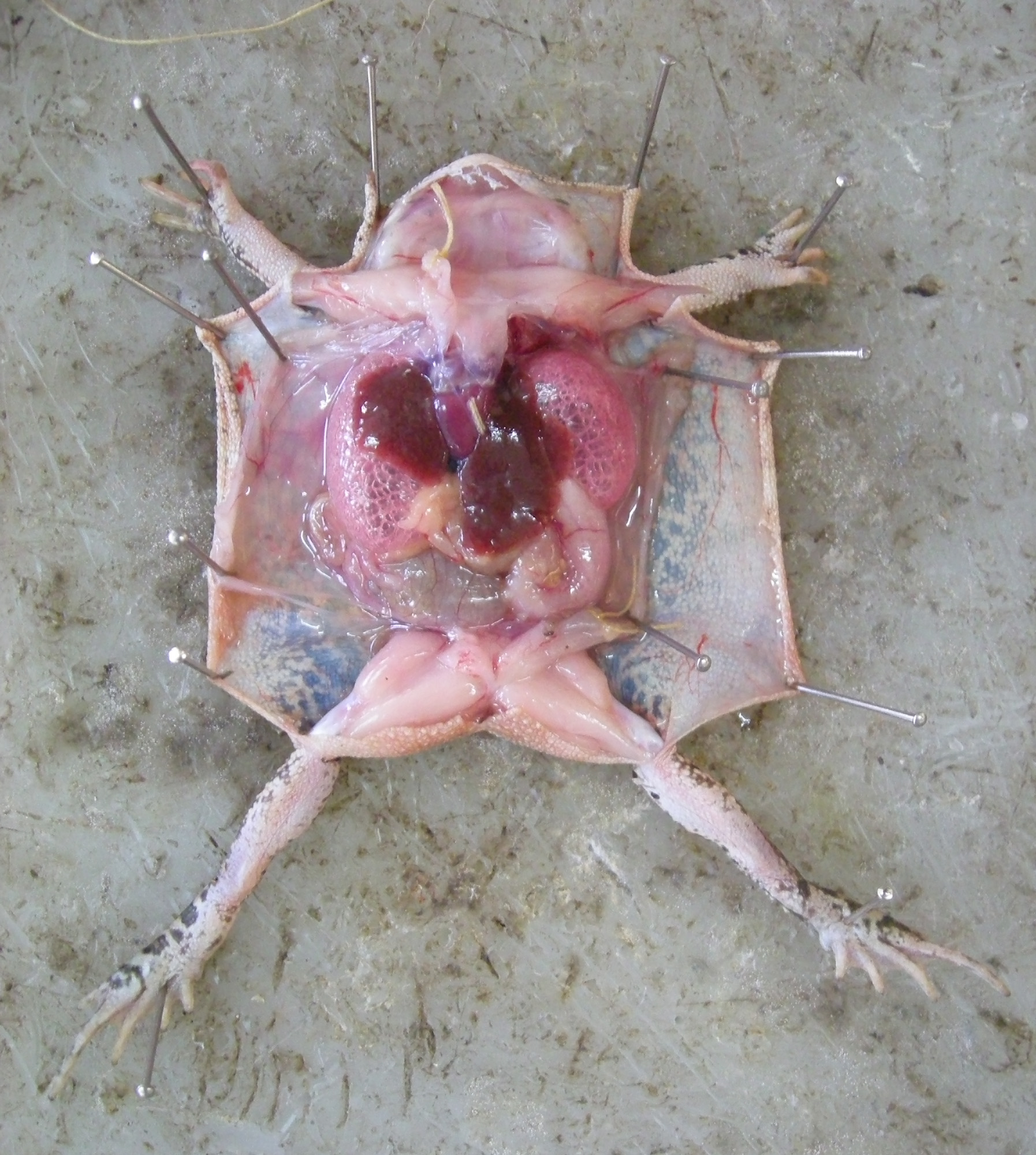
Deze zandkikker werd met chloroform verdoofd, voor vivisectie voor educatieve doeleinden plaatsvond.

Vivisectie (Latijn: van vivus, leven en sectio, snijden) betekent letterlijk het snijden in of ontleden van een levend dier, maar heeft al sinds de 19e eeuw als betekenis: 'het nemen van proeven op levende dieren met wetenschappelijke doeleinden' . De term vivisectie werd vooral in het verleden door tegenstanders gebruikt als scheldwoord voor het doen van dierproeven.

## Argumenten voor- en tegenstanders
Tegenstanders zijn tegen vivisectie op dieren wanneer deze wordt gebruikt om medicijnen voor mensen te testen; zij claimen dat een dierenlichaam een inaccuraat model is voor de mens en daarom kan leiden tot incorrecte verwachtingen over het effect dat medicijnen en chirurgische procedures kunnen hebben wanneer ze op een menselijke patiënt worden toegepast.
Ook hebben tegenstanders principieel morele en ethische bezwaren tegen dergelijk onderzoek.
Voorstanders claimen dat de voordelen van vivisectie substantieel zijn voor de geneeskunde en de wetenschap, en dat ze zwaarder wegen dan het leed dat de dieren wordt aangedaan.
Zowel voor- als tegenstanders zijn het er over eens dat wanneer vivisectie gedaan wordt, dit op zo'n manier moet gebeuren dat er een zo klein mogelijk aantal proefdieren gebruikt wordt. Bovendien moet de mate van ongerief voor de dieren zo klein mogelijk zijn.

## Geschiedenis
Uit teksten is gebleken dat vivisecties zo'n vijf eeuwen voor Christus al werden gedaan. Claudius Galenus deed proeven op levende dieren om de werking van het hart en de ademhaling te onderzoeken. Hij adviseerde ook om bij onderzoeken naar de hersenen geiten en varkens te gebruiken in plaats van apen, vanwege de vreemde gezichtsuitdrukkingen van apen tijdens de ontleding. Medelijden met de dieren had hij niet omdat volgens Galenus alleen mensen beschikten over rede, dieren werden beschouwd als objecten.
Ook in de zeventiende eeuw werden er experimenten gedaan op levende dieren om de werking van organen te kunnen begrijpen. De vraag kwam toen op of ter dood veroordeelden ook gebruikt konden worden voor vivisectie, maar dat werd te wreed bevonden. De Engelse natuurkundige Robert Boyle vond in 1663 vivisectie op mensen barbaars en onwettig, maar vond het wel nodig om levende honden en varkens te gebruiken om de bewegingen van bloed en chylus te kunnen onderzoeken. Onderzoek naar lymfevatenstelsel was onmogelijk zonder vivisectie. Bij een vivisectie werd het dier vastgebonden met de poten aan een plank en opengesneden. Vaak werden daar honden voor gebruikt, later ook kikkers en konijnen. De dieren werden in het begin vooral gebruikt om de bloedsomloop te onderzoeken, later ook voor onderzoek naar de spijsvertering, de ademhaling en de voortplanting.
Niet alle wetenschappers vonden het goed om een levend dier te gebruiken. Robert Hooke liet op 10 oktober 1667 in Londen een ademhalingsexperiment aan de Royal Society zien op een levende hond. Daarbij sneed hij zijn borst open en verwijderde de ribben en het middenrif. Met een blaasbalg blies hij lucht door de luchtpijp in de longen, waarbij hij de hond een uur lang in leven hield. Daarbij toonde hij aan dat het bewegen van de longen niet nodig was voor de bloedcirculatie en dat het bewegen van de longen niet noodzakelijk was om in leven te blijven, maar een voortdurende toevoer van lucht wel. John Evelyn, een van de aanwezigen schreef na het experiment in zijn dagboek: 

this was an experiment of more cruelty than pleased me
(vert. dit experiment was wreder dan wat ik aangenaam vind)

Pas een anderhalve eeuw later zou er een verdovingsmiddel komen, tot die tijd hoorde bij vivisectie pijn.

## Anti-beweging

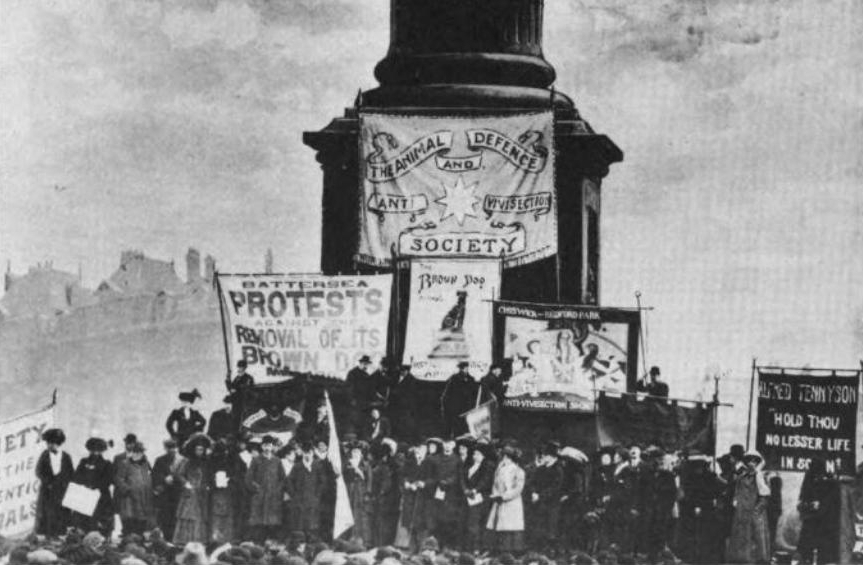
Demonstratie tegen vivisectie in Londen, 1910

De weerstand tegen vivisectie kreeg een gezicht toen in 1897 de Nederlandse Bond tot Bestrijding van de Vivisectie werd opgericht. Deze zou in 1999 opgaan in de Vereniging Proefdiervrij die toen circa 50.000 leden telde. In 2010 werd de vereniging een stichting en richt ze zich voornamelijk op het ontwikkelen van proefdiervrije methoden en de stimulering van het gebruik daarvan.

## Wetgeving en regulering
Na decennia lange aandrang van dierenwelzijnsorganisaties werd in 1977 de Wet op de Dierproeven van kracht. Ook zijn er zogenaamde Dierexperimentencommissies ingesteld die moeten afwegen of het leed dat aan dieren in proeven wordt aangebracht opweegt tegen de voordelen van het experiment voor bijvoorbeeld de ontwikkeling van medicijnen.